# Île de Piedras
L’île de Piedras est un îlot du golfe de la péninsule du Yucatán situé à environ 15 kilomètres au nord de l’île de Jaina, appartenant au Mexique dans l’actuel État de Campeche.
Cet ancien port maya abrite des sépultures datant principalement de l’époque classique tardive.

## Recherches archéologiques
Le premier témoignage écrit sur les traces d’habitat précolombien de cette île remonte à l’exploration réalisée par le Français Désiré Charnay en 1886.
Seulement quelques recherches archéologiques y ont été menées depuis, en raison des moyens importants dédiés à l’étude de la plus prolifique et proche île de Jaina. Le premier projet archéologique officiel de l’île de Piedras a été mené en 2004.
Ces recherches ont permis de mettre au jour des sépultures contenant des restes humains et animaux ainsi que des fragments de stuc et des objets en basalte, obsidienne, silex, calcaire, coquillage et céramique.
La céramique a permis de dater l’occupation principale du site vers l’époque classique tardive. On suppose qu’à cette époque elle dépendait, avec l’île de Jaina, d’une entité politique qui régissait une partie du littoral et des côtes du nord de Campeche.